# Akropolis (Spiel)
Akropolis ist ein strategisches Legespiel des französischen Spieleautors Jules Messaud für einen bis vier Mitspieler aus dem Jahr 2022. Bei dem Spiel versuchen die Mitspielenden mit Hilfe von Legeplättchen eine Stadt im antiken Griechenland aufzubauen und damit Punkte zu generieren. 2023 wurde es mit mehreren Spielepreisen ausgezeichnet, darunter dem französischen As d’Or in der Familienspielkategorie. Zudem wurde es auf die Empfehlungsliste des Spiel des Jahres aufgenommen.

## Thema und Ausstattung
Bei dem Spiel handelt es sich um ein Legespiel, bei dem die Mitspieler jeweils versuchen, eine Stadt im Mittelmeerraum im antiken Griechenland zu bauen. Abhängig von der Platzierung der einzelnen Stadtviertel können sie dabei Siegpunkte bekommen. Sieger des Spiels ist, wer am Ende die meisten Siegpunkte hat.
Das Spielmaterial besteht neben der Spielanleitung aus vier Startplättchen, 61 Stadtplättchen, 40 Steinblöcken, einem Bauleitungsmarker, vier Übersichtskarten und einem Wertungsblock. Die Startplättchen sind auf vier sechseckigen Felder zusammengesetzt, die Stadtplättchen aus jeweils dreien.

## Spielweise
Zu Beginn des Spiels bekommt jeder Mitspieler ein Startplättchen sowie eine Übersichtskarte für die spätere Punktwertung. Das Startplättchen wird vor dem Spieler offen ausgelegt und bildet den Kern der späteren Stadt. Ein Spieler wird als Startspieler ausgewählt und bekommt den Bauleitungsmarker und einen Steinblock, die weiteren Spieler erhalten jeweils entsprechend ihrer Spielposition zwei, drei oder vier Steine. Aus den Stadtplättchen werden insgesamt elf verdeckte Plättchenstapel gebildet und neben dem Spielfeld platziert. Aus den übrigen Plättchen wird eine offene Auslage aus zwei Plättchen mehr als der Anzahl der Mitspieler gebildet.
Das Spiel wird reihum gespielt und beginnend mit dem Startspieler („Bauleiter“). Der jeweils aktive Spieler wählt aus der offenen Auslage ein Plättchen, das er in seine Stadt einbauen möchte. Auf den Stadtplättchen befinden sich immer drei Stadtfelder: Steinbrüche, Plätze (Agoras) und Stadtviertel in fünf verschiedenen Farben. Die später in der Stadt sichtbaren Stadtviertel und Agoras bilden die Siegpunkte, die Steinbrüche liefern Steinblöcke beim Überbauen.
Wählt der Spieler das vorderste Plättchen, muss er dafür keinen Steinblock zahlen – für jedes andere Plättchen vor seinem Wahlplättchen legt er einen Steinblock zurück. Mit dem genommenen Plättchen kann der Spieler nun seine bereits bestehende Stadt erweitern, indem er es auf der ersten Ebene an das Startplättchen oder später an bereits liegende Plättchen anlegt. Sobald er mindestens zwei Plättchen liegen hat, kann er sich zudem dazu entscheiden, das genommene Plättchen auf die nächste Ebene zu legen; dafür darf es nicht überstehen und muss mindestens auf zwei darunterliegenden Plättchen liegen. Überbaut er damit Steinbrüche, bekommt er die entsprechende Anzahl an Steinblöcken.
Das Ziel ist es, möglichst viele Punkte durch die Platzierung der Agoras und Stadtviertel in der eigenen Stadt zu bekommen. Dabei stellen die Agoras jeweils Multiplikatoren entsprechend der auf ihnen abgebildeten Sterne dar. Die Stadtviertel müssen verschiedene Voraussetzungen erfüllen, um gewertet zu werden:
| Stadtviertel             | Voraussetzung                                                                                          | Anzahl Sterne/Agora |
| ------------------------ | --- | ------------------- |
| Wohnviertel (blau)       | Nur das größte Gebiet aneinandergrenzender Wohnviertel gibt Punkte entsprechend der Anzahl der Felder. | 1                   |
| Marktviertel (gelb)      | Marktviertel geben nur Punkte, wenn sie nicht an andere Marktviertel grenzen.                          | 2                   |
| Kasernenviertel (orange) | Kasernenviertel geben nur Punkte, wenn sie am Stadtrand liegen.                                        | 2                   |
| Tempelviertel (violett)  | Tempelviertel geben nur Punkte, wenn sie vollständig umschlossen sind.                                 | 2                   |
| Gartenviertel (grün)     | Gartenviertel geben immer Punkte, wenn es mindestens eine entsprechende Agora in der Stadt gibt.       | 1                   |

Sobald jeder Spieler ein Plättchen genommen hat, ist der Bauleiter ein weiteres Mal an der Reihe und wählt aus den verbliebenen zwei Plättchen eines aus, dass er einbaut. Danach wird der Bauplatz durch den nächsten Stapel aufgefüllt und der Bauleitermarker wird an den nächsten Spieler weitergegeben, der als Startspieler die nächste Runde startet.
Das Spiel endet, wenn auf dem Bauplatz nur noch ein Plättchen ausliegt und alle Stapel aufgebraucht sind. Dann werden die Punkte entsprechend der Stadtviertel und der Multiplikatoren bestimmt. Abhängig von der Bauebene kann ein Viertel dabei einen (Bodenebene) oder mehr Punkte (+1 pro Ebene) bedeuten, die mit der Anzahl der Sterne multipliziert wird. Zudem bekommt jeder Spieler Punkte entsprechend der Anzahl der verbliebenen Steinblöcke. Gewinner ist der Spieler mit den meisten Punkten, bei einem Gleichstand gewinnt der Spieler mit den meisten Steinblöcken.

## Veröffentlichung und Rezeption
Das Spiel Akropolis wurde von dem Spieleautor Jules Messaud entwickelt und 2022 bei dem französischen Verlag Gigamic veröffentlicht. Im gleichen Jahr erschien eine deutsche Auflage beim Kobold Spieleverlag, die durch ein Crowdfunding der deutschen Spieleschmiede finanziert wurde. In der Folge wurde das Spiel zudem international als Lizenzausgabe bei verschiedenen Verlagen veröffentlicht, darunter 2022 auf Englisch, Ungarisch, Japanisch, Koreanisch und Chinesisch sowie 2023 auf Niederländisch, Spanisch, Portugiesisch, Italienisch, Griechisch, Polnisch, Tschechisch, Ukrainisch, Russisch, Thai sowie als multilinguale Ausgaben in den baltischen und nordeuropäischen Sprachen.
Das Spiel wurde in den Kritiken weitgehend positiv aufgenommen. Der Spielekritiker Harald Schrapers bewertete das Spiel mit 5 von 6 möglichen Würfelaugen. Er vergleich es aufgrund des ähnlichen Auswahlmechanismus mit dem Spiel Cascadia, das 2022 Spiel des Jahres wurde. Statt der zweite Ebene durch die dortigen Lebewesenplättchen betont er für Akropolis als Unterschied die Option, in die Höhe zu bauen. Zudem betont er die Notwendigkeit, zu schauen, was die anderen Spieler bauen, und beim eigenen Aufbau Schwerpunkte zu setzen. Udo Bartsch bezeichnet es als „solide“ und „flott gespieltes, schön gradliniges und deshalb unkompliziertes taktisches Legespiel“. Er bemängelt allerdings die fehlende Spielkontrolle bei der Auslage am Bauplatz und die sich wiederholenden Automatismen im Spiel.
Akropolis wurde 2023 beim As d’Or in der Famileinspielkategorie als Gewinner gekürt sowie im gleichen Jahr beim Spiel des Jahres auf die Empfehlungsliste genommen. Zudem wurde es Gewinner der Kategorie kurze Spiele beim MinD-Spielepreis und gehörte auch zu den ausgewählten Spielen der Mensa Select Games 2023.

## Belege
1. 1 2 3 4 5 6 7 8  Spielanleitung Akropolis, Kobold Spieleverlag 2022
2. ↑  Versionen von Akropolis in der Spieledatenbank BoardGameGeek (englisch); abgerufen am 13. Oktober 2024.
3. ↑  Harald Schrapers: Akropolis, Rezension auf gamesweplay.de, abgerufen am 13. Oktober 2024.
4. ↑  Udo Bartsch: Akropolis, Rezension auf „Rezensionen für Millionen“, 3. März 2023; abgerufen am 13. Oktober 2024.
5. ↑  Akropolis auf der Website des Spiel des Jahres e.V., abgerufen am 13. Oktober 2024